# Vřesová
Vřesová (en allemand : Doglasgrün) est une commune du district de Sokolov, dans la région de Karlovy Vary, en République tchèque. Sa population s'élevait à 385 habitants en 2020.

## Géographie
Vřesová se trouve au pied des monts Métallifères, à 5 km au nord-ouest de Chodov, à 10 km au nord de Sokolov, à 13 km à l'ouest-nord-ouest de Karlovy Vary et à 126 km à l'ouest de Prague.
La commune est limitée par Jindřichovice et Tatrovice au nord, par Chodov à l'est, par Vintířov au sud et par Dolní Nivy à l'ouest.

## Histoire
La première mention écrite de la localité date de 1492.

## Économie
L'exploitation du lignite commença en 1950 sur le territoire de la commune. Une centrale électrique a été mise en service à Vřesová en 1995. C'est une centrale à cycle combiné (CCGT) d'une capacité de 370 MW.